# Pintura metafísica

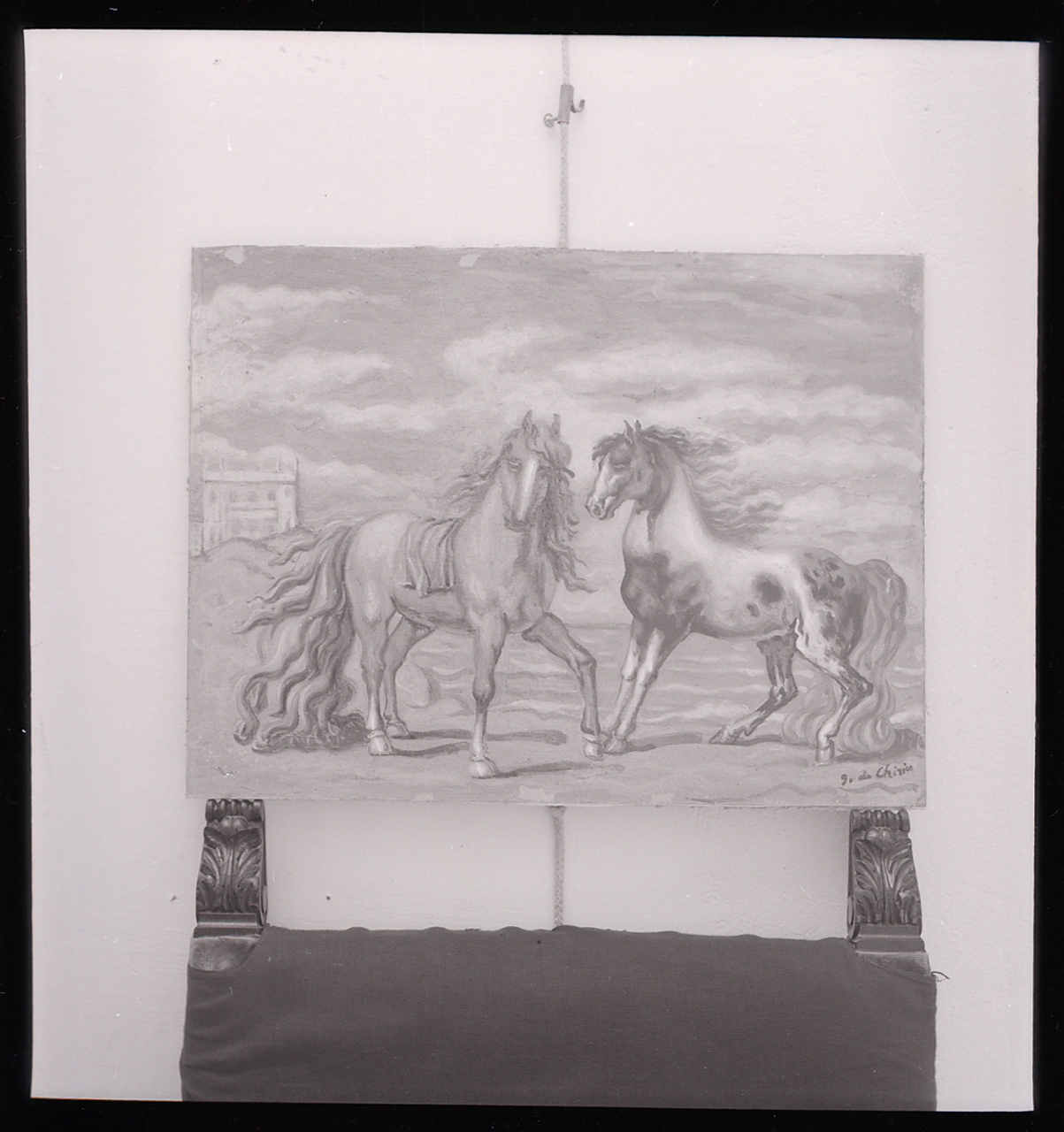
Giorgio de Chirico, Cavalli (foto Paolo Monti. Fondo Paolo Monti, BEIC).

La pintura metafísica (italià: pittura metafisica) és un moviment pictòric occidental aparegut al segle xx, principalment a Itàlia. Forma part de la primera tanda de moviments avantguardistes que sorgiren a l'entorn de la Primera Guerra Mundial. El seu propòsit és la representació de quelcom més enllà de l'aparença física de la realitat i de les limitacions dels sentits, unida a una certa rebel·lia i a la voluntat de trencament amb la forma establerta de representar objectes i la seva contemplació convencional, com indica un títol com Les muses inquietants, del capdavanter del moviment, el pintor italià Giorgio de Chirico. El terme metafísic per a designar una forma d'art fou emprat per primer cop per de Chirico durant la seva estada a París entre 1911 i 1915, si bé en aquesta categoria volia incloure tant la seva obra, la d'artistes del seu cercle i també la de grans mestres del passat. El seu germà Alberto Savinio (nascut Andrea de Chirico) va participar en el final de la seva carrera artística en el desenvolupament d'una poètica metafísica.

## El sentit del termemetafísica
El terme metafísica, que s'empra per a descriure la voluntat d'aquest moviment, té el seu origen en el filòsof Andrònic de Rodes (segle i aC). El seu ús comença com una descripció de les obres d'Aristòtil que s'ocupen de la "causa primera", contingut que apareix "després" (metá) de les obres en què descriu "allò natural" (physiká). Avui en dia, com en l'ús que en fa Giorgio de Chirico, s'empra per a descriure allò que se situa més enllà del món empíric.

## Rerefons intel·lectual i artístic
Tot i els seus elements propis i innovadors, s'ha destacat del moviment la seva afiliació i continuïtat amb el clima intel·lectual de l'època immediatament anterior. El simbolisme, en particular, presta a la pintura metafísica un interès per les relacions de significat i significant, i una certa visió del món, amb la seva introspecció, misteri i necessitat de reinterpretar o actualitzar idees del passat. El simbolisme, al mateix temps, va popularitzar elements que provenien d'una tradició intel·lectual i filosòfica del segle xix, i que es gesta entre el romanticisme, l'idealisme alemany i desenvolupaments posteriors de les arts com podria ser el decadentisme. La fenomenologia de Husserl o el primer Heidegger també se n'han citat com a referents, o en la literatura, l'obra de Marcel Proust i James Joyce. Naturalment, l'obra de diferents investigadors de la ment humana va deixar la seva empremta en la pintura metafísica, i en destaca sobretot per la seva enorme influència la psicoanàlisi de Sigmund Freud.

## Moviment
Allò que més destaca en l'aspecte visual d'aquest moviment és l'ús continuat d'imatges oníriques, que consisteixen habitualment en places de ciutats imaginàries, probablement italianes, en les quals una barreja d'objectes juxtaposats conformen un món visionari més arrelat en el funcionament de l'inconscient que no pas en la realitat física convencional o en la raó desperta. El moviment metafísic va ser essencial per al desenvolupament del surrealisme i el dadaisme.
Giorgio de Chirico era molt admirat per Guillaume Apollinaire i altres artistes de l'avantguarda de la ciutat com a pintor d'imatges misterioses de l'entorn urbà, tema recurrent de l'època, i de natures mortes. Els dos pintors ja es coneixien mútuament i van formar un grup durador al costat d'artistes com ara Giorgio Morandi, Alberto Savinio o Filippo de Pisis.
L'art metafísic sorgia de la necessitat d'explorar la vida interior imaginada d'objectes familiars i quotidians representats fora de contexts que els continguessin i expliquessin, o amb les propietats canviades, o les relacions que mantenien entre si: la solidesa, la separació en l'espai que ocupen o el diàleg que semblen mantenir els uns amb els altres, o el seu aparent estat fora del temps. Aquest interès per objectes ordinaris "que a punta a un estat de l'ésser més elevat, més ocult" (Carlo Carrà) anava unit al descobriment de valors semblants en alguns dels grans mestres de la pintura italiana, sobretot Giotto di Bondone i Paolo Uccello, sobre els quals Carrà havia començat a escriure el 1915.